# Batalha de Camerino
A Batalha de Camerino, em 298 a.C., foi a primeira batalha da Terceira Guerra Samnita, entre a República Romana e uma aliança entre samnitas, etruscos, úmbrios e os gauleses sênones, em Camerino, segundo Políbio, e em Clúsio segundo Lívio. Os romanos foram comandados pelo cônsul Lúcio Cornélio Cipião Barbato. O resultado foi uma derrota dos romanos.

## História
Cipião deveria ter impedido que os gauleses, que eram aliados dos samnitas, deveria ter impedido que eles cruzassem os Apeninos, mas fracassou e uma força combinada derrotou as duas legiões de Barbato.